# Acanthopsyche minima
Acanthopsyche minima är en fjärilsart som beskrevs av George Francis Hampson 1900. Acanthopsyche minima ingår i släktet Acanthopsyche och familjen säckspinnare. Inga underarter finns listade i Catalogue of Life.